# Greatest Hits (альбом Кенни Чесни)
| Оценки критиков | Оценки критиков |
| Источник        | Оценка          |
| --------------- | --------------- |
| Allmusic        | [ 1 ]           |

Greatest Hits — сборный альбом американского кантри-певца Кенни Чесни, выпущенный 26 сентября 2000 года на лейбле BNA Records. Это первый альбом-компиляция, в который вошли хиты с его предыдущих альбомов, а также недавно записанные композиции. Два новых трека — «I Lost It» и «Don’t Happen Twice» — были выпущены в качестве синглов. Также с этого альбома была выпущена перезапись его сингла 1994 года «The Tin Man». Песня «Out Last Night» стала хитом номером один в чартах кантри-музыки в США и Канаде. Альбом получил положительные отзывы, золотую сертификацию в Канаде и был сертифицирован четырёхкратной платиной Американской ассоциацией звукозаписывающих компаний (RIAA) за продажи более четырёх миллионов копий в США.

## Об альбоме
Песня «I Lost It» стала первым новым релизом с этого альбома и заняла третье место в кантри-чарте Billboard. Эта песня была написана Нилом Трэшером в соавторстве с гитаристом Diamond Rio Джимми Оландером, а фоновый вокал Пэм Тиллис в ней не записан. За ней последовала песня «Don’t Happen Twice», которая в начале 2001 года стала четвёртым номером один в Billboard для Чесни. Третьим и последним релизом с этого альбома стала перезапись песни «The Tin Man», которая ранее была выпущена в качестве сингла в 1994 году с его дебютного альбома In My Wildest Dreams и заняла в том году 70-е место. Перезапись достигла своей вершины под номером 19 в середине 2001 года, и это его последний сингл, не попавший в десятку лучших. Песни «For the First Time» и «Because of Your Love» также являются новыми для этой компиляции.
«Back Where I Come From» — это кавер-версия песни, изначально выпущенной Маком МакАналли с его альбома Simple Life 1990 года. Ранее Чесни уже исполнял эту песню на своём альбоме 1996 года Me and You. Песня «Fall in Love», первый сингл с его альбома 1995 года All I Need to Know, также была ремикширована для альбома.

## Отзывы
Альбом Greatest Hits получил положительные отзывы музыкальных критиков и интернет-изданий. Стивен Томас Эрлевайн оценил альбом в четыре звезды из пяти на сайте AllMusic и отметил, что «Кульминация семилетней работы, диск Greatest Hits Кенни Чесни представляет собой хороший обзор его карьеры. Его уникальное сочетание традиционного вокала в стиле кантри и современной, тонкой поп-оркестровки… Greatest Hits станет хорошим введением в творчество одного из самых популярных кантри-артистов 90-х или достойным дополнением к коллекции его преданных поклонников».
Музыкальный журналист MTV Чет Флиппо раскритиковал альбом-компиляцию как результат того, что «мейнстримные нэшвиллские лейблы и их главные артисты» сосредоточились на песнях, которые соответствуют идеалам «радио и розничной торговли» и вытесняют «художественные достижения», несмотря на талант и «приятный голос» Чесни. Флиппо похвалил песни «That’s Why I’m Here» и «Baptism», но не одобрил «She Thinks My Tractor’s Sexy», «How Forever Feels» и одну из четырёх новых песен альбома «I Lost It», которую он назвал «забываемой».

## Список композиций
| №                   | Название                                | Автор(ы)                              | Длительность |
| ------------------- | --------------------------------------- | ------------------------------------- | ------------ |
| 1.                  | «I Lost It» (New song)                  | Jimmy Olander, Neil Thrasher          | 3:54         |
| 2.                  | «Don’t Happen Twice» (New song)         | Curtis Lance, Thom McHugh             | 3:23         |
| 3.                  | «The Tin Man» (Re-recording)            | Stacey Slate, Кенни Чесни, David Lowe | 3:37         |
| 4.                  | «Fall in Love» (Remix)                  | Buddy Brock, Kim Williams, Chesney    | 2:37         |
| 5.                  | «All I Need to Know»                    | Mark Alan Springer, Steve Seskin      | 3:09         |
| 6.                  | «For the First Time» (New song)         | Chesney, Phil Vassar                  | 3:38         |
| 7.                  | «Me and You»                            | Skip Ewing, Ray Herndon               | 3:39         |
| 8.                  | «Back Where I Come From» (Live version) | Mac McAnally                          | 4:16         |
| 9.                  | «When I Close My Eyes»                  | Nettie Musick, Springer               | 3:30         |
| 10.                 | «She’s Got It All»                      | Craig Wiseman, Drew Womack            | 3:24         |
| 11.                 | «That’s Why I’m Here»                   | Springer, Shaye Smith                 | 4:03         |
| 12.                 | «How Forever Feels»                     | Wendell Mobley, Tony Mullins          | 3:08         |
| 13.                 | «You Had Me from Hello»                 | Ewing, Chesney                        | 3:50         |
| 14.                 | «She Thinks My Tractor’s Sexy»          | Paul Overstreet, Jim Collins          | 4:07         |
| 15.                 | «What I Need to Do»                     | Tom Damphier, Bill Luther             | 4:04         |
| 16.                 | «Baptism» (Duet with Randy Travis)      | Mickey Cates                          | 4:15         |
| 17.                 | «Because of Your Love» (New song)       | Marv Green, Chris Lindsey             | 4:16         |
| Общая длительность: | Общая длительность:                     | Общая длительность:                   | 1:02:59      |

## Позиции в чартах
| Чарт (2000)                        | Высшая позиция |
| ---------------------------------- | -------------- |
| Канада Country Albums (RPM)        | 15             |
| США (Billboard 200)                | 13             |
| США (Billboard Top Country Albums) | 1              |

| Чарт (2000)                               | Позиция |
| ----------------------------------------- | ------- |
| США Top Country Albums (Billboard)        | 24      |
| Чарт (2001)                               | Позиция |
| Канада Country Albums (Nielsen SoundScan) | 35      |
| США Billboard 200                         | 69      |
| США Top Country Albums (Billboard)        | 7       |

| Год  | Сингл                | Высшая позиция | Высшая позиция | Высшая позиция |
| Год  | Сингл                | US Country     | US             | CAN Country    |
| ---- | -------------------- | -------------- | -------------- | -------------- |
| 2000 | «I Lost It»          | 3              | 34             | 21             |
| 2001 | «Don’t Happen Twice» | 1              | 26             | —              |
| 2001 | «The Tin Man»        | 19             | 107            | —              |

## Сертификации
| Регион                                                      | Сертификация  | Продажи    |
| ----------------------------------------------------------- | ------------- | ---------- |
| Канада (Music Canada)                                       | Золотой       | 50 000^    |
| США (RIAA)                                                  | 4× Платиновый | 4 000 000^ |
| ^ Данные о тиражах приведены только на основе сертификации. |               |            |